# ボチュク
ボチュク（Böčök、モンゴル語: Бөчөк、中国語: 撥綽、? - 1262年）は、チンギス・カンの子のトルイの八男で、モンゴル帝国の皇族。『元史』などの漢文史料では撥綽／不者克／合必赤、『集史』などのペルシア語史料ではبوچگBūchagと記される。ルーシ遠征に従軍して功績を挙げた。

## 概要
ボチュクの母はナイマン部出身のマイチェ（Mayiche、馬一実）で、父のトルイにとっては庶出の子供であった。『元史』にはボチュクは驍勇で騎射を得意としたと記されている。
チンギス・カンが亡くなりオゴデイ・カアンが即位するとヨーロッパ方面への遠征が計画され、ボチュクはバトゥ率いる遠征軍に入ることとなった。『元朝秘史』では総指揮官バトゥと仲違いし、一時帰国したグユクに対してオゴデイ・カアンがスブタイとボチュクの庇護があったからこそ、ルーシ人との戦いに功績を挙げることができたのだとグユクの増長を窘める発言が記録されている。この遠征の功績により、ボチュクはバアトル（抜都）の称号を賜ったという。
1257年、モンケ・カアンの時代には蠡州3347戸を賜り、自身の食邑とした。モンケ・カアンが亡くなると弟のクビライとアリクブケの間にカアン位を巡って争いが起きたが、ボチュクの動向は明らかになっていない。しかし、クビライ統治下で活躍し列伝も立てられた楚王家の始祖ボチュクがクビライ側に立って参戦したことが記されないのは不自然であるため、アリクブケ派もしくは消極的なアリクブケ支持であったと推測されている。

## 子孫
ボチュクはメルキト部出身のチャクン（Čaqun、察渾）を娶っており、チャクンとの間に生まれた息子のセビルゲルが後を継いだ。セビルゲルはコンギラト部出身の女性を娶り、その息子のヤクドゥが後を継いだ。ヤクドゥはクビライ・カアンの時期に北安王ノムガンとともにカイドゥと戦って功があり、後に楚王に封ぜられた。以後ボチュクの家系は楚王家として栄えた。

## 家系
『元史』宗室世系表では以下のような系図を伝える：
- ボチュク
  - セビルゲル大王(Sebilger,薛必烈傑児)
    - 楚王ヤクドゥ(Yaqudu,牙忽都)
      - 楚王トレ・テムル(Töre-tämür,脱烈鉄木児)
        - 楚王バードゥル(Bādur,八都児)
          - エル・テムル王(El-temür,燕帖木児)
          - スゲ・テムル王(Süge-temür,速哥帖木児)
          - ドロ・ブカ王(Doro-buqa,朶羅不花)

一方、『集史』はやや異なる系図を記している：
- ボチュク
  - セブクサル(سبکسال,Sebksāl)
    - サイン・ブカ(صاین بوقا,Ṣāīn būqā)
      - ダシュマン(دانشمند,Dāneshmand)
      - イラウダル(ایلاووداد,Īlāūdār)

    - ジャウトゥ(جاوتو,Jāwtū)
      - トレ・テムル(تورا تیمور,Tūrā tīmūr)

    - タクシ(تکشی,Takshī)
    - トゥブシン(توبشین,Tūbshīn)
      - ブルタチャル(بلتاچار,Bltāchār)
      - サウト(ساوت,Sāwt)
      - バクタイ(بگتای,Begtāi)
      - ボラルチ(بورالغی,Būrālghī)